# Kodisjoki
Kodisjoki est une ancienne municipalité du sud-ouest de la Finlande, dans la province de Finlande occidentale et la région du Satakunta. C'était une des plus petites communes du pays et également la moins peuplée qui ne soit pas sur une île avant sa disparition par fusion dans Rauma le 1er janvier 2007, fusion approuvée en mars 2006 par le conseil municipal.
Ancien village de Laitila, elle est autonome depuis 1896. Elle est formée d'un territoire essentiellement plat et agricole entourant le petit village de Kodisjoki. L'église du village date de 1778.